# Mecànica estadística
La mecànica estadística (o termodinàmica estadística) és la branca de la física i la química que fent servir la teoria de la probabilitat, adreça l'estudi termodinàmic de sistemes formats per un gran nombre de partícules.
La mecànica estadística mitjançant tècniques estadístiques, que inclou eines matemàtiques per al tractament d'un gran nombre de partícules, és capaç de deduir el comportament dels sistemes físics macroscòpics a partir de certes hipòtesis sobre els elements o partícules que conformen aquests sistemes. D'aquesta manera la mecànica estadística aconsegueix explicar la termodinàmica partint de les teories clàssiques i quàntiques de l'estàtica i la mecànica a nivell microscòpic.
Els sistemes macroscòpics són aquells que tenen un nombre de partícules semblant al nombre d'Avogadro, el valor del qual és aproximadament igual a 1023 és grandíssim, per la qual cosa la mida de tals sistemes sol ser fàcilment concebible per l'ésser humà, encara que la mida de cada partícula constituent sigui d'escala atòmica. Un exemple de sistema macroscòpic és un got d'aigua. La importància de l'ús de les tècniques estadístiques per estudiar aquests sistemes rau en el fet que en ser sistemes tan grans és impossible, fins i tot pels ordinadors més potents, portar un registre de l'estat físic de cada partícula i predir el comportament del sistema mitjançant les lleis de la mecànica, a més de ser impracticable conèixer tanta informació d'un sistema real.
La mecànica estadística proporciona una interpretació a nivell molecular de quantitats termodinàmiques definides inicialment a nivell macroscòpic (com per exemple, el treball, la calor, l'energia lliure i l'entropia). Permet relacionar les propietats termodinàmiques a nivell macròscopic dels materials amb la informació espectroscòpica de molècules individuals. El principal avantatge de la mecànica estadística respecte de la termodinàmica clàssica és l'habilitat de fer prediccions basant-se en les propietats microscòpiques de la matèria. Ambdues teories es basen en un mateix principi, el segon principi de la termodinàmica, per mitjà de l'entropia. Tanmateix, en la termodinàmica l'entropia només es pot determinar empíricament mentre que en la mecànica estadística l'entropia és una funció de la distribució dels microestats del sistema.
El física austríac Ludwig Boltzmann va ser qui el 1870 va iniciar l'estudi de la mecànica estadística en els seus treballs, molts dels quals van ser publicats el 1896 en la seva obra sobre la teoria de gasos. Els papers originals de Boltzmann sobre la interpretació estadística de la termodinàmica, el teorema H, la teoria dels fenòmens de transport, l'equilibri tèrmic, l'equació d'estat dels gasos així com altres temes similar ocupen unes 2000 pàgines en els simposis de l'Acadèmia de Viena i d'altres societats. El químic nord-americà J. Willard Gibbs va proposar el nom de “termodinàmica estadística” tenint en compte l'ús de l'estadística que fa aquesta branca de la física per explicar fenòmens termodinàmics. El físic escocès James Clerk Maxwell va ser qui, segons Gibbs, va fer servir per primera vegada el 1871 el nom de “mecànica estadística”.

## Visió general
El problema principal en la mecànica estadística és com calcular la distribució d'una donada quantitat d'energia E entre les N partícules idèntiques d'un sistema. L'objectiu és poder entendre i interpretar les propietats macroscòpiques mesurables dels materials en funció de les propietats de les seves partícules constituents i de les interaccions entre ells. Això s'aconsegueix lligant les funcions termodinàmiques a equacions de la mecànica quàntica. Les dues quantitats principals en la mecànica estadística són el factor de Boltzmann i la funció de partició.

## Fonaments
Els temes més importants tractats per la mecànica estadística són:
- Els microestats i les configuracions de microestats
- La distribució de Maxwell-Boltzmann
- La funció de partició
- L'equilibri termodinàmic (tèrmic, mecànic i químic)
- Els graus de llibertat interns (rotació, vibració, excitació electrònica, etc.)
- La capacitat calorífica (sòlid d'Einstein, gasos poliatòmics, etc.)
- El teorema de la calor de Nerst
- Les fluctuacions tèrmiques
- La paradoxa de Gibbs
- La degeneració

Per acabar, i més important, l'entropia estadística, és a dir, la definició formal de l'entropia d'un sistema termodinàmic des de la perspectiva estadística. Està definida com:
{\displaystyle S=k_{B}\ln \Omega \!}
on kB és la constant de Boltzmann 1.38066×10−23 J K−1 i Ω és el nombre de microestats corresponents al macroestat termodinàmic observat.
Aquesta equació només és vàlida si cada microestat és igualment accessible, és a dir, si cada microestat té la mateixa probabilitat d'ocórrer.

### Distribució de Boltzmann
Si el sistema és prou gran es pot fer servir la distribució de Boltzmann perquè s'aproxima bastant al resultat correcte.
{\displaystyle n_{i}\propto \exp \left(-{\frac {U_{i}}{k_{B}T}}\right),\,}
on ni representa el nombre de partícules que ocupen un nivell i o el nombre de possibles microestats corresponents a un macroestat i; Ui representa l'energia del nivell i; T és la temperatura; i kB és la constant de Boltzmann.
Si N és el nombre total de partícules o estats, la distribució de densitats de probabilitat serà:
{\displaystyle \rho _{i}\equiv {\frac {n_{i}}{N}}={\frac {\exp \left(-{\frac {U_{i}}{k_{B}T}}\right)}{\sum _{j}\exp \left(-{\frac {U_{j}}{k_{B}T}}\right)}},}
on la suma en el denominador és sobre tots els possibles nivells.

## Principis: mecànica i conjunts
En física, normalment s'examinen dos tipus de mecànica: la mecànica clàssica i la mecànica quàntica. Per als dos tipus de mecànica, l'enfocament matemàtic estàndard és considerar dos conceptes:
- L'estat complet del sistema mecànic en un moment donat, codificat matemàticament com un punt de fase (mecànica clàssica) o un vector d'estat quàntic pur (mecànica quàntica).
- Una equació de moviment que fa avançar l'estat en el temps: Equacions de Hamilton (mecànica clàssica) o equació de Schrödinger (mecànica quàntica)

Amb aquests dos conceptes, en principi es pot calcular l'estat en qualsevol altre moment, passat o futur.
Hi ha, però, una desconnexió entre aquestes lleis i les experiències de la vida quotidiana, ja que no ens sembla necessari (ni tan sols teòricament possible) conèixer exactament a nivell microscòpic les posicions i velocitats simultànies de cada molècula mentre es duen a terme processos a escala humana (per exemple, quan es realitza una reacció química). La mecànica estadística omple aquesta desconnexió entre les lleis de la mecànica i l'experiència pràctica del coneixement incomplet, afegint certa incertesa sobre en quin estat es troba el sistema.
Mentre que la mecànica ordinària només considera el comportament d'un sol estat, la mecànica estadística introdueix el conjunt estadístic, que és una gran col·lecció de còpies virtuals i independents del sistema en diversos estats. El conjunt estadístic és una distribució de probabilitat sobre tots els estats possibles del sistema. En la mecànica estadística clàssica, el conjunt és una distribució de probabilitat sobre punts de fase (a diferència d'un punt de fase únic en mecànica ordinària), normalment representada com una distribució en un espai de fases amb coordenades canòniques eixos. En mecànica estadística quàntica, el conjunt és una distribució de probabilitat sobre estats purs, i es pot resumir de manera compacta com una matriu de densitat.
Com és habitual amb les probabilitats, el conjunt es pot interpretar de diferents maneres:
- es pot prendre un conjunt per representar els diferents estats possibles en què podria estar un "sistema únic" (probabilitat epistèmica, una forma de coneixement), o
- els membres del conjunt es poden entendre com els estats dels sistemes en experiments repetits sobre sistemes independents que s'han preparat de manera similar però imperfectament controlada (probabilitat empírica), en el límit d'un nombre infinit d'assaigs.

Aquests dos significats són equivalents per a molts propòsits i s'utilitzaran de manera intercanviable en aquest article.
Com sigui que s'interpreti la probabilitat, cada estat del conjunt evoluciona al llarg del temps segons l'equació del moviment. Així, el conjunt mateix (la distribució de probabilitat entre estats) també evoluciona, ja que els sistemes virtuals del conjunt surten contínuament d'un estat i entren en un altre. L'evolució del conjunt ve donada per l'equació de Liouville (mecànica clàssica) o l'equació de von Neumann (mecànica quàntica). Aquestes equacions es deriven simplement mitjançant l'aplicació de l'equació mecànica del moviment per separat a cada sistema virtual contingut en el conjunt, amb la probabilitat que el sistema virtual es conservi al llarg del temps a mesura que evoluciona d'estat a estat.
Una classe especial de conjunt són aquells conjunts que no evolucionen amb el temps. Aquests conjunts es coneixen com a conjunts d'equilibri i la seva condició es coneix com a equilibri estadístic. L'equilibri estadístic es produeix si, per a cada estat del conjunt, el conjunt també conté tots els seus estats futurs i passats amb probabilitats iguals a la probabilitat d'estar en aquest estat. L'estudi dels conjunts d'equilibri de sistemes aïllats és el focus de la termodinàmica estadística. La mecànica estadística de no equilibri aborda el cas més general dels conjunts que canvien amb el temps i/o conjunts de sistemes no aïllats.

## Història
El 1738, el físic i matemàtic suís Daniel Bernoulli va desenvolupar les bases de la teoria cinètica de gasos. En la seva obra, Bernoulli suggeria que els gasos estan formats per un gran nombre de molècules movent-se en totes direccions, que l'impacte sobre una superfície d'aquestes molècules provoca la pressió que hom sent, i que el que sentim com a calor és simplement l'energia cinètica del moviment d'aquestes partícules.
El 1859, en haver-se assabentat del treball elaborat per Rudolf Clausius sobre la difusió de molècules, el físic escocès James Clerk Maxwell va formular la distribució de Maxwell de les velocitats moleculars, la qual dona com a resultat la proporció de molècules que tenen una determinada velocitat dins d'un interval específic. Aquesta es pot considerar la primera llei estadística de la física. Cinc anys més tard, el 1864, a Ludwig Boltzmann, un jove estudiant austriac, li van arribar els treballs de Maxwell i li vas inspirar tant que va dedicar gran part de la seva vida al desenvolupament d'aquesta matèria.
Així doncs, a finals del segle xix ja s'havien descrit els fonaments de la mecànica estadística gràcies a les contribucions de físics com Maxwell, Boltzmann, Max Planck, Clausius i Josiah Willard Gibbs, qui va començar a aplicar l'estadística i la teoria atòmica quàntica als gasos ideals. Van ser Maxwell i Boltzman, treballant independentment, qui predominantment van aconseguir conclusions similars a la natura estadística dels gasos. Tot i això, hom considera Boltzmann el pare de la mecànica estadística. Ell va ser qui va desenvolupar el 1875 la relació entre l'entropia S i la multiplicitat Ω, el nombre de distribucions microscòpiques (microestats) possibles que originen un mateix estat macroscòpic (macroestat) per a un sistema en particular.

## Postulat fonamental
El postulat fonamental de la mecànica estadística (també conegut com el postulat d'equiprobabilitat a priori) és el següent:
Si un sistema aïllat es troba en equilibri, hi ha la mateixa probabilitat de trobar-lo en qualsevol dels seus microestats accessibles.
Aquest postulat és una assumpció fonamental en la mecànica estadística perquè afirma que un sistema en equilibri no té preferència per cap dels seus microestats disponibles. Donats Ω microestats d'un sistema amb una determinada energia, la probabilitat de trobar el sistema en un determinat microestat és p = 1/Ω.
Aquest postulat és necessari perquè permet concloure que per a un sistema en equilibri, l'estat termodinàmic (macroestat) que resultaria del major nombre de microestats és també el macroestat més probable del sistema.
El postulat queda justificat en part, per a sistemes clàssics, pel teorema de Liouville, el qual especifica que si la distribució dels punts d'un sistema al voltant de l'espai de les fases és uniforme en un temps determinat, roman així per a temps futurs.
El mecanisme de balanç detallat proporciona una justificació similar per a un sistema discret.
Això apareix també en la definició de la funció d'informació (en el context de la teoria de la informació):
{\displaystyle I=-\sum _{i}\rho _{i}\ln \rho _{i}=\langle -\ln \rho \rangle .}
Quan totes les probabilitats ρi són iguals, I és màxima i tindrem el mínim possible d'informació sobre el sistema. La funció és mínima quan la informació és màxima (per exemple, quan només una ρ és igual a 1 i la resta a 0, és a dir, quan sabem l'estat en què el sistema està).
Aquesta funció de la informació és la mateixa que la funció entròpica reduïda en la termodinàmica.

## Col·lectivitats estadístiques
La formulació moderna de la mecànica estadística està basada en la descripció d'un sistema físics mitjançant una col·lectivitat que representi totes les possibles configuracions del sistema i les probabilitats de presentar cada configuració.
Cada col·lectivitat està associada a una funció de partició, de la qual, mitjançant manipulacions matemàtiques, se'n poden extraure valors de les propietats termodinàmiques del sistema. En funció de la relació del sistema amb la resta de l'univers, es fa servir una o altra de les tres classes de col·lectivitats. Ordenades segons la complexitat, les tres col·lectivitats són:
- Col·lectivitat microcanònica: descriu un sistema totalment aïllat, amb energia constant i sense intercanvi d'energia o massa amb la resta de l'univers.
- Col·lectivitat canònica: descriu un sistema en equilibri tèrmic amb el medi que només pot intercanviar energia en forma de calor amb l'exterior.
- Col·lectivitat macrocanònica: s'empra en sistemes oberts que poden intercanviar energia i massa amb l'exterior.

| Resum de col·lectivitats        | Col·lectivitats                               | Col·lectivitats                                                         | Col·lectivitats                                                                             |
| Resum de col·lectivitats        | Microcanònica                                 | Canònica                                                                | Macrocanònica                                                                               |
| ------------------------------- | --------------------------------------------- | ----------------------------------------------------------------------- | ------------------------------------------------------------------------------------------- |
| Variables fixes                 | E, N, V                                       | T, N, V                                                                 | T, μ, V                                                                                     |
| Característiques microscòpiques | Nombre de microestats {\displaystyle \Omega } | Funció de partició canònica {\displaystyle Z=\sum _{k}e^{-\beta E_{k}}} | Funció de partició macrocanònica {\displaystyle \Xi =\sum _{k}e^{-\beta (E_{k}-\mu N_{k})}} |
| Funció macroscòpica             | {\displaystyle S=k_{B}\ln \Omega }            | {\displaystyle F=-k_{B}T\ln Z}                                          | {\displaystyle F-\mu N=-k_{B}T\ln \Xi }                                                     |